# إن إيه-2 (سوات-l)
إم إيه-2 (سوات-I) (بالأردوية: این اے-2، سوات-1)‏ هي دائرة انتخابية للمجلس الوطني في باكستان. وهي تضم جزء من مقاطعة سوات. كانت تعرف سابقا باسم إم إيه-30 (سوات-II) من 1977 إلى 2018. وفي عام 2002 تم تغيير اسمها إلى إم إيه-2 (سوات-I) بعد ترسيم الحدود في عام 2018.

## وصلات خارجية
- نتيجة الانتخابات الموقع الرسمي